# Kummin
Kummin (Carum carvi), även kallad brödkummin, är en flerårig växt inom familjen flockblommiga växter.
Kummin har en mycket lång historia och kan spåras tillbaka till sumererna, som kallade kryddan gamun.

## Beskrivning

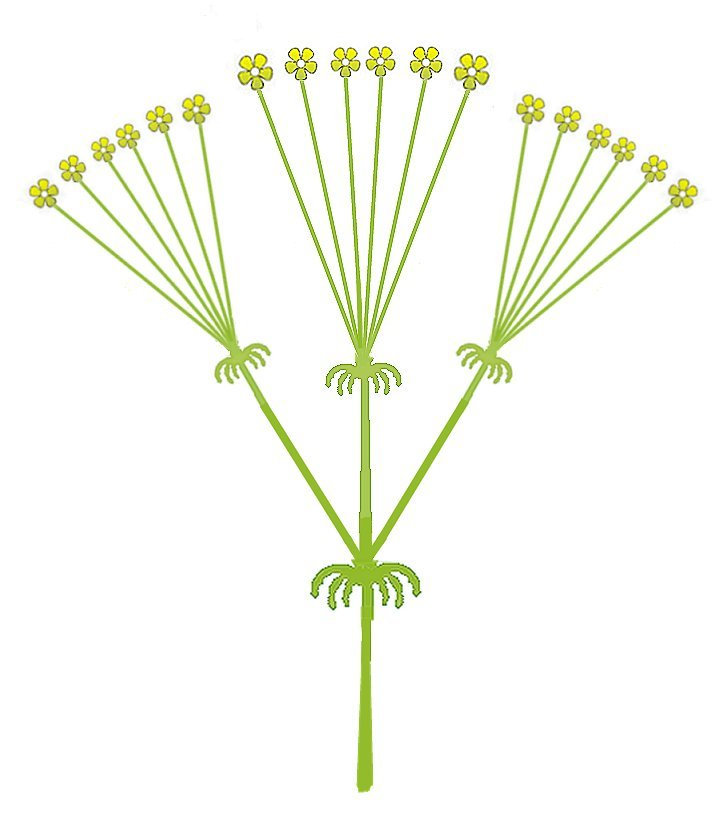
Dubbel flock.

Växten blir mellan 25 och 60 centimeter hög och blommar från maj till juli, med flockar bestående av 5 till 16 strålar, med eller utan svepeblad. Stjälken är kal, ihålig, strimmig och grenig. Bladen är avlånga och är två- eller trefalt flikiga med linjära ljusgröna flikar. Bladen är kummindoftande då de mosas. Övre stjälkblad har en bred hinnlik slida och flikar vid basen.

## Habitat
Habitat (lokal, lokalitet eller fyndort) för kummin finns över hela Norden, vilket innebär i stort sett hela Finland, nästan hela Sverige (utom norra Norrland), hela Norge (upp till 1 200 m ö h), hela Danmark och vissa områden på Island och Färöarna.
Förekommer i tempererade områden i Nordafrika och stora delar av Asien.

### Utbredningskartor
- Norden
- Norra halvklotet 
  - Ej ursprunglig i Nordamerika

## Biotop
En vanlig biotop (typ av omgivning) för kummin är öppen mark, såsom betesmark, vägrenar, gårdar och banvallar, sällan odlad.

## Bygdemål
Kummin kan på olika bygdemål och språk ha benämningar enligt tabellen nedan.
| Namn             | Trakt              | Förklaring |
| ---------------- | ------------------ | --- |
| Brödkummin       |                    | [ 3 ] |
| Komjan           |                    | [ 3 ] |
| Kummel           |                    | [ 3 ] |
| Comino           | En ö i Malta       | På ön växer mycket kummin, därav både öns namn och de lokala namnen på växten. Eventuellt mer besläktat med Cuminum cyminum, spiskummin. Måhända etymologiskt påverkat av spanska comino, som betyder just kummin. |
| Kemmuna          | En ö i Malta       | På ön växer mycket kummin, därav både öns namn och de lokala namnen på växten. Eventuellt mer besläktat med Cuminum cyminum, spiskummin. Måhända etymologiskt påverkat av spanska comino, som betyder just kummin. |
| Kummåraisbliommä | Dalarna (Älvdalen) | [ 4 ] |

## Användning
De torkade frukterna (ofta felaktigt benämnda frön) används som krydda till exempelvis bröd, korv, ost och soppor. De används också för smaksättning av kryddat brännvin (akvavit). 
Färggrant dragerade kumminfrukter förekommer som godsak.

### Medicinsk användning
Kumminfrukter används inom folkmedicinen främst som stomakicum och karminativum, d v s magstärkande, samt mot väderspänningar.
Användning av kumminolja, i kombination med andra örter, är relativt utbrett i Europa och USA, inte bara som medel mot förkylningar, utan även som ett blodrenande medel, främst mot parasiter. Använd växtdel är torkade frukter.
Homeopatin behandlar sjukdomar med torkade kumminfrukter, de kallas där Caru.
Dålig andedräkt kan avhjälpas genom att man tuggar på torra kumminfrukter.

### Innehåll[8]
100 g  torkade frukter har energi 1 393 kJ (333 kcal)

(1 tesked = 2,1 g; 1 matsked =  6,7 g)
| Ämne                      | Mängd                 | RDI    |
| ------------------------- | --------------------- | ------ |
| Kolhydrat                 | 49,9 g                |        |
| därav sockerarter         | 0,64 g                |        |
| Kostfiber                 | 38 g                  |        |
| Protein                   | 19,97 g               |        |
| Fett (totalt), därav      | 14,59 g               |        |
| enkelomättad fettsyra     | 7,125 g               |        |
| fleromättad fettsyra      | 3,272 g               |        |
| mättad fettsyra           | 620 mg                |        |
| Vatten                    | 9,87 g                |        |
| Aska                      | 5,87 g                |        |
| Glutaminsyra, C5H9NO4     | 3,169 g               |        |
| Aspartinsyra, C4H7NO4     | 2,084 g               |        |
| Kalium                    | 1,351 g               |        |
| Glycin                    | 1,322 g               |        |
| Arginin                   | 1,252 g               |        |
| Leucin                    | 1,218 g               |        |
| Valin                     | 1,037 g               |        |
| Lysin                     | 1,031 g               |        |
| Serin                     | 946 mg                |        |
| Prolin                    | 917 mg                |        |
| Alanin                    | 914 mg                |        |
| Fenylalanin               | 867 mg                |        |
| Isoleucin                 | 826 mg                |        |
| Treonin                   | 756 mg                |        |
| Kalcium                   | 689 mg                |        |
| Tyrosin                   | 642 mg                |        |
| Fosfor                    | 568 mg                |        |
| Histidin                  | 555 mg                |        |
| Metionin                  | 361 mg                |        |
| Cystin                    | 329 mg                |        |
| Magnesium                 | 258 mg                |        |
| Tryptofan                 | 244 mg                |        |
| Kolin                     | 24,7 mg               |        |
| Askorbinsyra (C-vitamin)  | 21 mg                 |        |
| Natrium                   | 17 mg                 |        |
| Järn                      | 16,23 mg              |        |
| Zink                      | 5,5 mg                |        |
| Niacin (B3-vitamin)       | 3,606 mg              | 16 mg  |
| Alfatokoferol (E-vitamin) | 2,5 mg                | 12 mg  |
| Mangan                    | 1,3 mg                |        |
| Koppar                    | 910 μg                |        |
| Lutein + zeaxantin        | 454 μg                |        |
| Tiamin (B1-vitamin)       | 383 μg                |        |
| Riboflavin (B2-vitamin)   | 379 μg                |        |
| Pyridoxin (B6-vitamin)    | 360 μg                | 1,4 mg |
| Beta-karoten              | 206 μg                |        |
| Lykopen                   | 20 μg                 |        |
| Retinol (A-vitamin)       | 18 μg (referensvärde) |        |
| A-vitamin                 | 363 IU                |        |
| β-kryptoxantin            | 16 μg                 |        |
| Selen                     | 12,1 μg               |        |
| Folsyra (B9-vitamin)      | 10 μg                 | 200 μg |
| Alfakaroten               | 8 μg                  |        |
| 1. 2.                     |                       |        |

## Förväxlingkryddor
Kummin skall inte förväxlas med spiskummin (Cuminum cyminum), vars smak är helt annorlunda, även om båda kan användas i exempelvis kryddost. Det förekommer att spiskummin felaktigt kallas kummin, till exempel i recept. En orsak till att sådan förväxling ibland sker är att det engelska namnet för spiskummin är cumin. Vanlig kummin heter caraway på engelska. Även franskans cumin, spanskans comino och nederländska komijn skall översättas som spiskummin, medan tyskans Kümmel (Wiesenkümmel) i tyska recept är lika med vanlig kummin.
Den ej närmare besläktade ranunkelväxten Nigella sativa kallas svartkummin (kalonji) på svenska, särskilt som krydda.

## Bilder

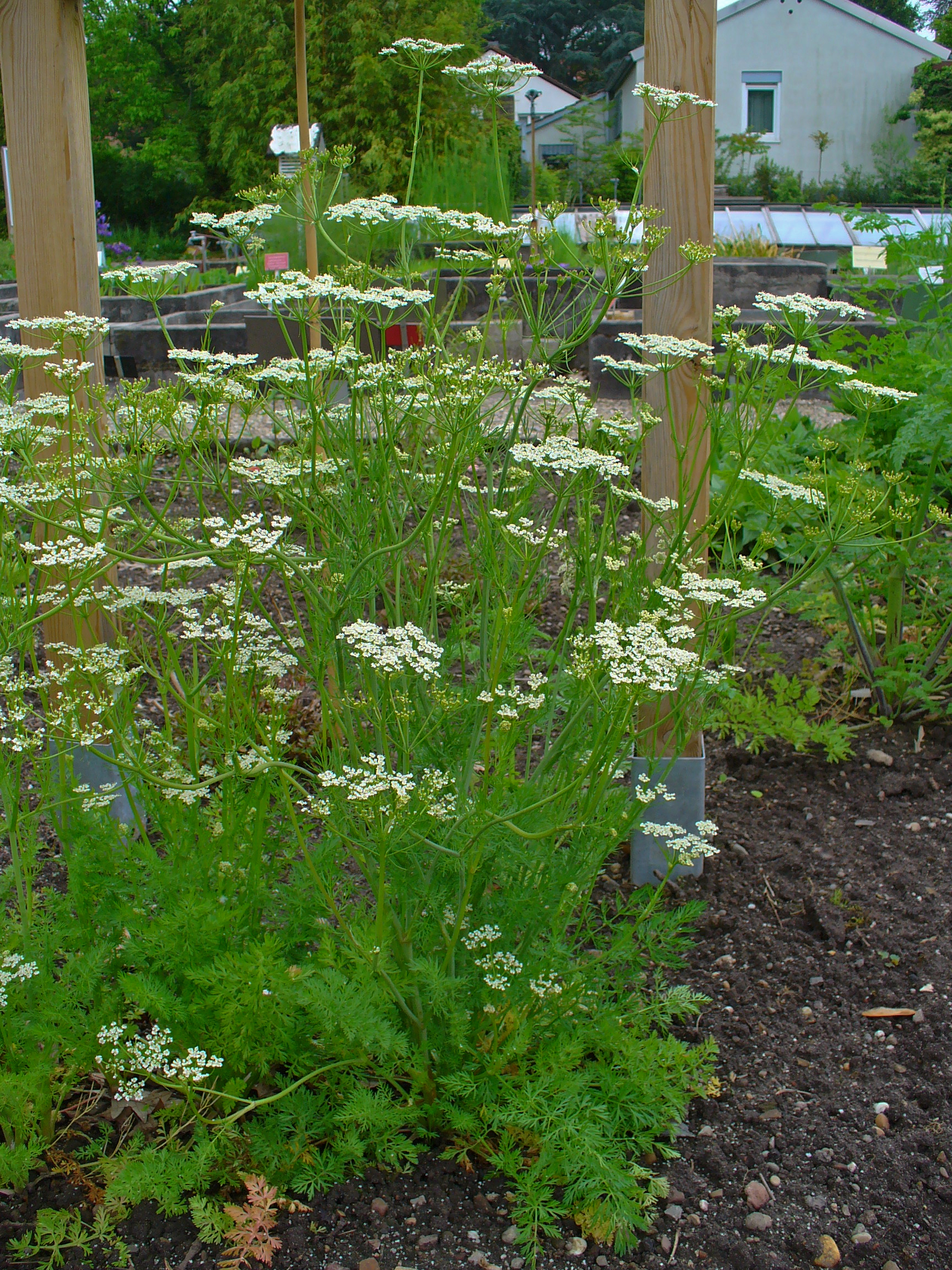
Habitat
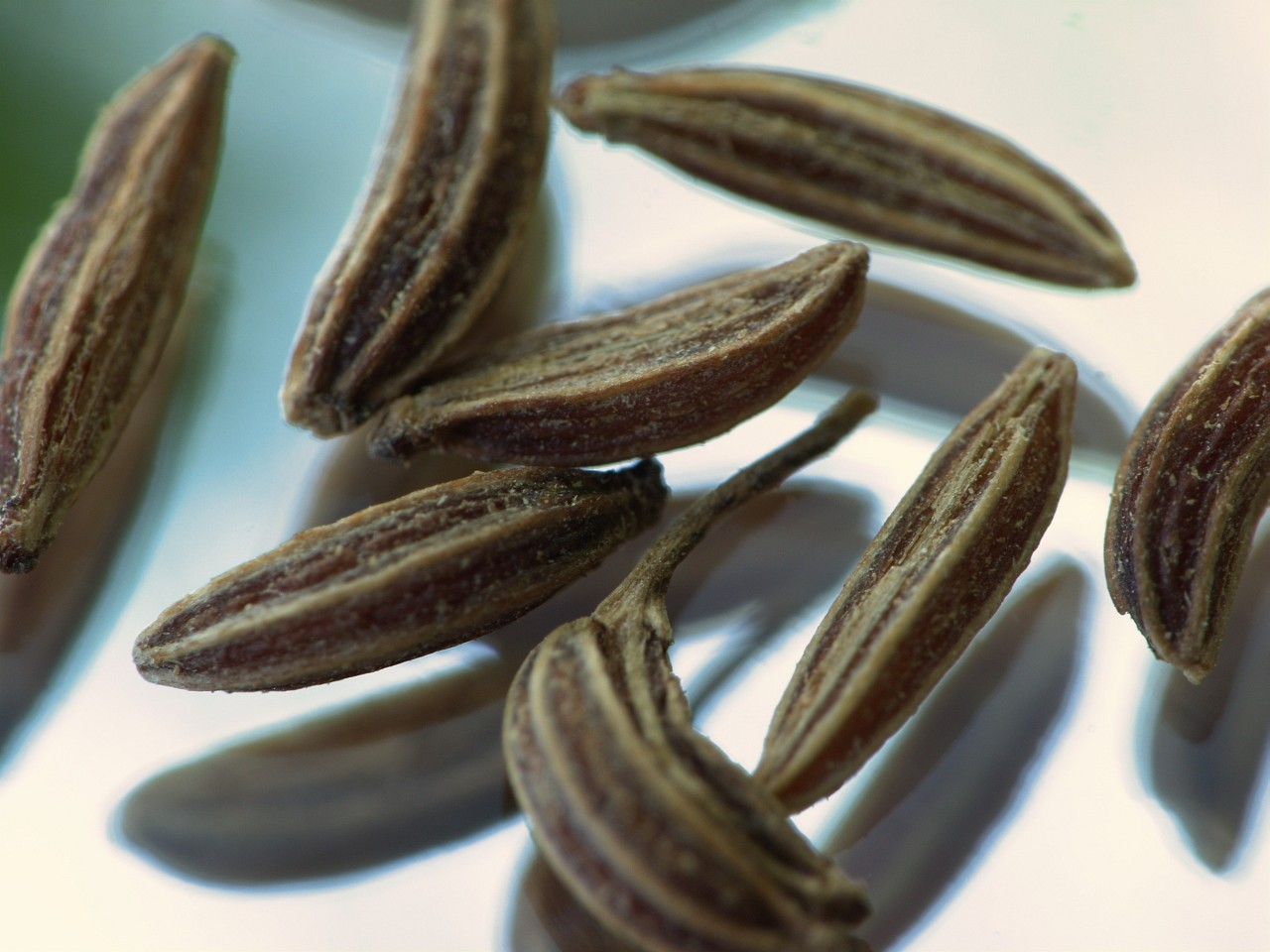
Torra frukter
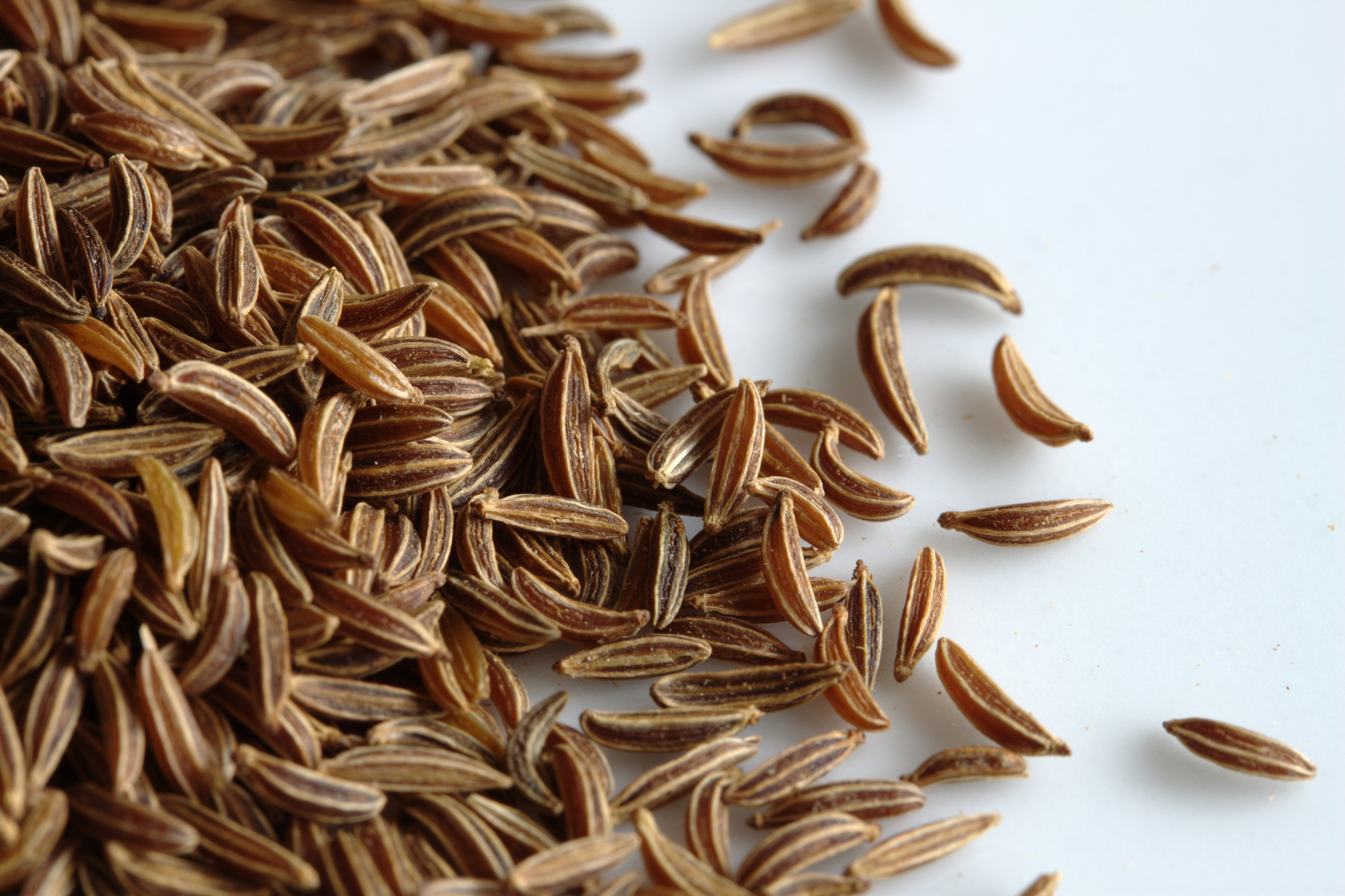